# キュウ急便
株式会社キュウ急便（きゅうきゅうびん）は、東京都新宿区にある、バイク便と、輸入スクーター販売、およびインターネット英会話スクールを行っている株式会社。
屋号は、バイク便が会社名と同名、スクーター販売が「コネクティングロッド」、インターネット英会話スクールが「ＱＱイングリッシュ」である。

## 沿革
- 1987年5月16日 - 杉並区和泉に株式会社キュウ急便創設。
- 1992年 - キュウ急便本社を世田谷区大原へ移転。
- 1992年 - 世田谷区大原に有限会社バイク配送センター（ＢＨＣ）創設。
- 1996年 - バイク配送センターが株式会社に組織変更し、渋谷区笹塚へ移転。
- 2000年 - バイク配送センターの整備部門を会社分割し、有限会社コネクティングロッドを杉並区永福に設立。二輪車販売を開始。
- 2004年 - バイク配送センターが日本バイク便協同組合に加盟。
- 2006年 - バイク配送センターがキュウ急便を吸収合併し、（新）キュウ急便となる。（旧）キュウ急便社屋に移転。
- 2009年 - フィリピン人を講師に、Skypeを利用したインターネット英会話のQQEnglishを始める。
- 2009年 - コネクティングロッドを合併。
- 2010年 - 合理化のためコネクティングロッドの店舗に移転。（ホームページの写真は移転前の大原時代のもの）
- 2021年 - キュウ急便本社を新宿区新宿へ移転。